# Alexandru Penciu
Alexandru Penciu (Bucarest, 1º novembre 1932 – Feltre, 11 agosto 2023) è stato un rugbista a 15, allenatore di rugby a 15 e dirigente sportivo rumeno.
Soprannominato in patria Alessandro Magno (Alexandru cel Mare), è considerato tra i migliori rugbisti del suo Paese.

## Biografia
La carriera di Penciu iniziò molto presto, intorno ai 14 anni, nella sezione rugbistica del Petrolul Bucarest; dal 1947 al 1952 militò nel PTT Bucarest e, dal 1952, nel CAA, che poi assunse la denominazione di Steaua, squadra dell'esercito rumeno.
Nello Steaua Penciu vinse 5 scudetti di Romania, e nel 1953 fu convocato per la prima volta in Nazionale in occasione degli eventi sportivi previsti per il quarto Festival Mondiale della Gioventù e degli Studenti, che si tenne a Bucarest; il suo primo full international giunse tuttavia due anni più tardi, a Brno contro la Cecoslovacchia.
Fu protagonista della prima vittoria di sempre della Romania sulla Francia, a Bucarest, il 5 giugno 1960: sullo score finale di 11-5 Penciu pesò con 8 punti (una trasformazione e due drop); un anno e mezzo più tardi, a Bayonne, la Romania riuscì a imporre il pareggio (5-5) alla squadra francese, e tra i marcatori, con una trasformazione, ci fu ancora Penciu.
Il suo ultimo incontro internazionale fu, di nuovo, contro la Francia, il 10 dicembre 1967 (sconfitta 3-11).
Nel 1969, a 37 anni, Penciu si trasferì in Italia, al Rovigo; in tale squadra rivestì il ruolo di giocatore-allenatore e, in due campionati consecutivi, nel 1971 e 1972, si impose come miglior marcatore del torneo, rispettivamente con 104 e 124 punti.
Dopo il ritiro definitivo da giocatore, per celebrare il quale il Rovigo organizzò un incontro di saluto, Penciu allenò in Canada, poi in Francia e, dal 1978 (anno del suo stabilimento in Italia), al Mantova, al Villadose e infine al Belluno, in cui ha curò la preparazione giovanile per molto tempo.
Tra le altre attività sportive di cui Penciu si occupò in seguito, oltre alla promozione del rugby, figurava quella di istruttore di nuoto per giovani disabili.

## Palmarès
- Campionati rumeni: 5
Steaua: 1952-53, 1953-54, 1960-61, 1962-63, 1963-64
- Coppa dei Campioni d'Europa FIRA: 1
Steaua: 1965-66